# Santiago R. Palmer
Santiago R. Palmer Irizarri (28 de febrero de 1844 – 31 de marzo de 1908) fue un prominente escritor y político puertorriqueño. 

## Biografía
Nació en San Germán, Puerto Rico. Cursó sus años de escuela en las aulas de su pueblo natal y posteriormente en la Real Academia de Buenas Letras. Trabajó como escribano en las Escribanías de San Germán, Coamo y Mayagüez, donde también ejerció el cargo de Notario Público. En 1872, buscando una mejor educación para sus hijos, se trasladó a Nueva York. Allí estableció contacto con el Comité Puertorriqueño del Partido Revolucionario Cubano. Partidario de la autonomía para Puerto Rico, funda varios periódicos con el fin de difundir dicho ideal: El Propagador, La Propaganda y La tarde. Santiago Palmer también contribuyó a la fundación del Partido Liberal Reformista. Fue víctima de la persecución por parte de las autoridades gubernamentales españolas, al punto de ser encarcelado en 1887 junto a Baldorioty y otros patriotas.

## Masonería
Santiago R. Palmer fue uno de los primeros y más destacados miembros de la Gran Logia Soberana de Libres y Aceptados Masones de Puerto Rico, de la cual fue el primer Gran Maestro.  

## Reconocimientos
El Centro de Convenciones de San Germán lleva su sombre. Una de las escuelas superiores del municipio de Camuy al igual que una elemental en el Municipio de  Salinas fueron nombradas en su honor. La Plaza Pública de Caguas también lleva su nombre.